# Język klallam
Język klallam (nazwa własna: nəxʷsƛ̕ay̕əmúcən) – należy do rodziny języków salisz. Tradycyjnie był używany przez Indian na półwyspie Olympic w amerykańskim stanie Waszyngton i wyspie Vancouver w kanadyjskiej prowincji Kolumbia Brytyjska. Język ten posiada 34 spółgłoski i 4 samogłoski. Głównym ekspertem od tego języka jest amerykański lingwista Timothy Montler. Język wymarł 4 lutego 2014. wraz ze śmiercią Hazel Sampson – ostatniej osoby, dla której język klallam był językiem ojczystym.

## Fonetyka
|                    |                | dwuwargowe | przedniojęzykowo-dziąsłowe | przedniojęzykowo-dziąsłowe | zadziąsłowe | podniebienne | miękkopodniebienne | miękkopodniebienne | języczkowe | języczkowe | krtaniowe |
| środkowe           | boczne         | dwuwargowe | czyste                     | labializowane              | zadziąsłowe | podniebienne | czyste             | labializowane      |            |            | krtaniowe |
| ------------------ | -------------- | ---------- | -------------------------- | -------------------------- | ----------- | ------------ | ------------------ | ------------------ | ---------- | ---------- | --------- |
| nosowe             | czyste         | m          | n                          |                            |             |              |                    |                    | ŋ /ɴ/      |            |           |
| nosowe             | glottalizowane | mʼ         | nʼ                         |                            |             |              |                    |                    | ŋ /ɴʼ/     |            |           |
| zwarte             | czyste         | p          | t                          |                            |             |              | (k)                | kʷ                 | q          | qʷ         |           |
| zwarte             | glottalizowane | pʼ         | tʼ                         |                            |             |              |                    | kʼʷ                | qʼ         | qʼʷ        | ʔ         |
| zwarto-szczelinowe | czyste         |            | c /t͡s/                     |                            | č /t͡ʃ/      |              |                    |                    |            |            |           |
| zwarto-szczelinowe | glottalizowane |            | cʼ /t͡sʼ/                   | ƛʼ /t͡ɬʼ/                   | čʼ /t͡ʃʼ/    |              |                    |                    |            |            |           |
| szczelinowe        | szczelinowe    |            | s                          | ɬ                          | š /ʃ/       |              |                    | xʷ                 | x̣ /χ/      | x̣ʷ /χʷ/    | h         |
| aproksymanty       | czyste         |            |                            | l                          |             | y /j/        |                    | w                  |            |            |           |
| aproksymanty       | glottalizowane |            |                            |                            |             | yʼ /jʼ/      |                    | wʼ                 |            |            |           |

## Liczebniki
1. nə́c̓uʔ
2. čə́saʔ
3. ɬíxʷ
4. ŋús
5. ɬq̓áčš
6. t̕x̣ə́ŋ
7. c̓úʔkʷs
8. táʔcs
9. tə́kʷxʷ
10. ʔúpn

## Przykładowe zdanie
qaʔyáx̣ct či xʷanítəm. qáyəx̣. cút kʷaʔ ʔáwəs c qʷaʔnítəŋ ʔaʔ či sč̕aʔy. č̕aʔyáʔnəqs ʔaʔ tiə sčtə́ŋxʷən.
Biały człowiek okłamał nas. Mówili że nie zamierzają nic nam zabierać. Teraz zabierają nam naszą ziemię.